# Дедімар
Дедімар (порт. Dedimar, нар. 27 січня 1976, Іресе) — бразильський футболіст, що грав на позиції захисника. По завершенні ігрової кар'єри — тренер.

## Клубна кар'єра
У дорослому футболі дебютував 1994 року виступами за команду «Віторія» (Салвадор), в якій провів два сезони, взявши участь у 12 матчах чемпіонату і двічі вигравав чемпіонат штату Баїя. 
Згодом з 1996 року грав у складі команд «Жувентуде», «Палмейрас», «Атлетіко Мінейру», вигравши з останньою у 1997 році Кубок КОНМЕБОЛ.
1998 року грав у Японії за клуб «Джубіло Івата», вигравши з ним Кубок Джей-ліги, після чого повернувся на батьківщину і грав за клуби «Корітіба», «Пауліста», «Ботафогу», «Пауліста» та «Санту-Андре». З першою з цих команд він виграв чемпіонат штату Парана у 1999 році, а з останньою Кубок Бразилії у 2004 році.
2006 року знову грав у Японії, цього разу за «Токіо Верді», зігравши 8 ігор у другому дивізіоні країни.
Згодом грав за інші місцеві клуби «Марілія», «Сан-Каетану», «Санту-Андре», «Жувентус Сан-Паулу», «Санту-Андре», «Гуаратінгета», «Атлетіку Сорокаба», «Парана» та «Катандувенсе», а завершив ігрову кар'єру у команді «Ред Булл Бразіл», за яку виступав протягом 2010 року.

## Виступи за збірну
1995 року залучався до складу молодіжної збірної Бразилії, з якою виграв Турнір у Тулоні і молодіжний чемпіонат Південної Америки та став фіналістом молодіжного чемпіонату світу 1995 року.

## Кар'єра тренера
Розпочав тренерську кар'єру невдовзі по завершенні кар'єри гравця, 2013 року, очоливши тренерський штаб клубу «Пауліста», а згодом очолив «Санту-Андре», головним тренером команди якого Дедімар був з 2013 по 2014 рік.

## Титули і досягнення
- Переможець Ліги Баїяно (2):

«Віторія» (Салвадор) : 1995, 1996
- Переможець Ліги Паранаенсе (1):

«Корітіба»: 1999
- Володар Кубка Джей-ліги (1):

«Джубіло Івата»: 1998
- Володар Кубка Бразилії (1):

«Санту-Андре»: 2004
- Володар Кубка КОНМЕБОЛ (1):

«Атлетіко Мінейру»: 1997